# Hans Jakob Polotsky
Hans Jakob Polotsky (in ebraico הנס יעקב פולוצקי‎?; Zurigo, 13 settembre 1905 – Gerusalemme, 10 agosto 1991) è stato un egittologo, linguista e orientalista israeliano.

## Biografia
Nacque a Zurigo, in una famiglia di ebrei russi. Crebbe a Berlino e studiò egittologia e lingue semitiche nelle università di Berlino e Gottinga. A Berlino ebbe come professore il celebre egittologo Kurt Sethe.
Dal 1926 al 1931 partecipò allo studio delle fonti greche, copte, siriache e arabe della Septuaginta. Questi testi lo misero in contatto con le lingue turche e iraniche. Nel 1929 conseguì il dottorato discutendo una tesi dal titolo Zu den Inschriften der 11. Dynastie ("Sulle iscrizioni dell'XI dinastia"), prodotta sotto la guida di Hermann Kees. Dal 1933 al 1934 lavorò a Berlino con lo storico della Chiesa Carl Schmidt all'edizione dei testi copti manichei ma, in quanto ebreo, non venne menzionato sulla pubblicazione. Nel 1935 lasciò la Germania e si stabilì in Palestina, dove diventò insegnante e ricercatore all'Università Ebraica di Gerusalemme. Miriam Lichtheim, nota per le sue traduzioni dall'egizio, fu una dei suoi allievi. All'Università di Gerusalemme, dove divenne professore nel 1948, egli approfondì il suo interesse per le lingue etiopi (ge'ez, amarico, guraghé, tigrino...). 
La sua opera principale fu Études de syntaxe copte ("Studi di sintassi copta"), pubblicato nel 1944, che cambiò radicalmente la visione scientifica della sintassi copta e del sistema verbale egizio. La teoria di Polotsky sul verbo egizio (argomento particolarmente delicato, dal momento che gli Egizi distinguevano le diverse forme verbali per mezzo della vocalizzazione, ma le vocali non erano segnate nella scrittura) ebbe così successo che fu denominata teoria standard di Polotsky.

## Riconoscimenti
- Premio Rothschild, 1962
- Premio Israele nel campo delle scienze umane, 1966[1]
- Premio Harvey, 1982

## Opere
- (con Carl Schmidt) Ein Mani-Fund in Ägypten, Original-Schriften des Mani und seiner Schüler, Akademie der Wissenschaften, Berlin, 1933.
- Manichäische Studien, in "Le Muséon" 46, 1933, pp. 247-271.
- (a cura di) Manichäische Homilien, Kohlhammer, Stoccarda, 1934.
- Manichäische Handschriften der Staatlichen Museen Berlin,  Kohlhammer, Stoccarda, 1935
- Études de grammaire gouragué, in "Bulletin de la Societé de Linguistique de Paris" 39, 1938, pp. 137-175
- Études de syntaxe copte, Publications de la Société d'Archéologie Copte, Il Cairo, 1944
- Notes on Gurage grammar, Israel Oriental Society, n° 2, 1951
- Syntaxe amharique et syntaxe turque, in Atti del Convegno Internazionale di Studi Etiopici, Roma (Acc. Naz. dei Lincei), 1960, pp. 117-121
- Studies in Modern Syriac, in Journal of Semitic Studies 6, 1961, pp. 1-32
- Aramaic, Syriac, and Ge'ez, in Journal of Semitic Studies 9, 1964, pp. 1-10
- Egyptian Tenses, "The Israel Academy of Sciences and Humanities", Vol. II, No. 5. 1965
- E.Y. Kutscher (a cura di), Collected Papers by H.J. Polotsky, Magnes Press, Gerusalemme, 1971
- Les transpositions du verbe en égyptien classique, in Israel Oriental Studies 6, 1976, pp. 1-50
- A Point of Arabic Syntax: The Indirect Attribute, in "Israel Oriental Studies" 8, 1978, pp. 159-174.
- Verbs with two Objects in Modern Syriac (Urmi), in "Israel Oriental Studies" 9, 1979, pp. 204-227.
- Grundlagen des koptischen Satzbaus, Scholars Press, Decatur, Ga. , 1987, ISBN 1-55540-076-0
- Incorporation in Modern Syriac, in G. Goldenberg & Sh. Raz (a cura di), Semitic and Cushitic studies, Harrassowitz,  Wiesbaden, 1994, pp. 90-102.
- Notes on Neo-Syriac Grammar, in "Israel Oriental Studies" 16, 1996, pp. 11-48.